# Chāshtkhvoreh
Chāshtkhvoreh (persiska: چاشت خوُرِه, چاشتخورِه, چاشتخُرِه, چاشت خُورِه, Chāsht Khvoreh, چاشتخوره) är en ort i Iran.   Den ligger i provinsen Hamadan, i den nordvästra delen av landet, 300 km väster om huvudstaden Teheran. Chāshtkhvoreh ligger 1 592 meter över havet och antalet invånare är 737.
Terrängen runt Chāshtkhvoreh är varierad.Runt Chāshtkhvoreh är det ganska tätbefolkat, med 86 invånare per kvadratkilometer. Närmaste större samhälle är Tūyserkān, 18,9 km nordost om Chāshtkhvoreh. Trakten runt Chāshtkhvoreh består i huvudsak av gräsmarker.